# Église Saint-François-d'Assise de Schaerbeek
Pour les articles homonymes, voir Église Saint-François-d'Assise.
L'église Saint-François-d’Assise (en néerlandais : Sint-Franciscuskerk) est un édifice religieux de style néogothique sis à la rue des palais, à Schaerbeek (Bruxelles).  Construite au XIXe siècle comme église du couvent des Récollets, elle fut endommagée durant la Seconde Guerre mondiale. Reconstruite en 1947 elle devint paroissiale en 1961 lorsque les pères Récollets quittèrent les lieux. Depuis 2006 – et sous le patronyme d’église Saint-Nicolas-de-Myre – elle est un lieu de culte de l’Église orthodoxe roumaine.

## Histoire
Les pères franciscains récollets durent quitter Bruxelles durant la période révolutionnaire de la fin du XVIIIe siècle. Ils y reviennent en 1867 après avoir reçu en don une parcelle de terrain de la rue des palais, à Schaerbeek.  Ils mettent en chantier la construction d’une église. Couvent et église sont dessinés par l’architecte Constant Almain.

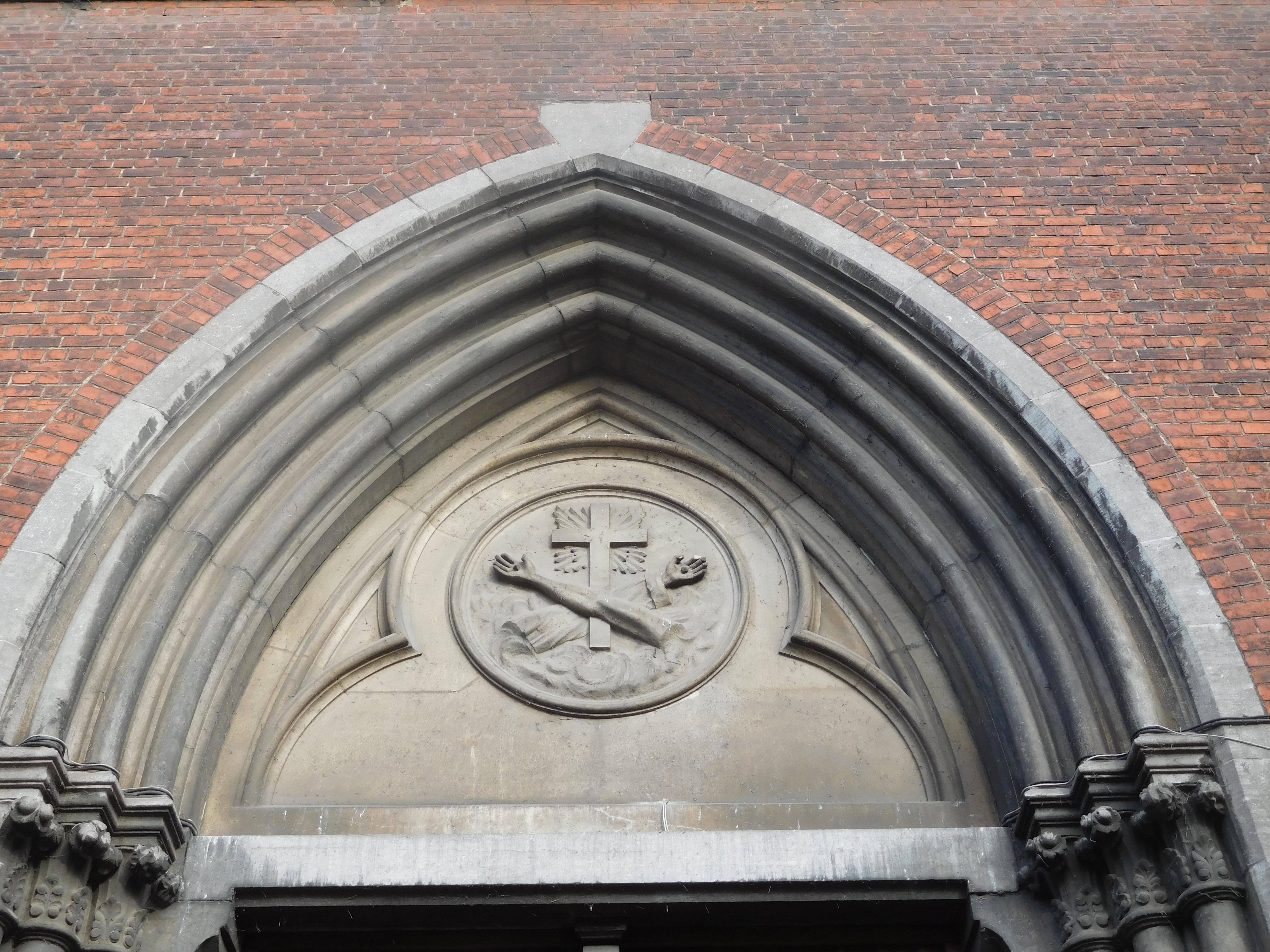
Le blason des Franciscains sur le tympan du portail

L’église est ouverte au culte en 1871, bien que, faute d’argent, elle n’est pas encore achevée. Les travaux continuent lentement, surtout au couvent. Cependant, en 1888, un vol par effraction des hosties consacrées crée un scandale et une prise de conscience qui conduisit à une campagne de récolte de fonds pour permettre l’achèvement de l’édifice. Lorsqu’il meurt en 1891, Almain est remplacé par Marcel Celis. En 1892, l’église est finalement achevée. Reconsacrée en 1894, elle est dédiée  à Notre-Dame des Douleurs.
Église et couvent sont endommagés lors du bombardement du 11 juin 1944. Ils furent reconstruits en 1947. En 1961, l’église devient paroissiale (et dédiée à saint François d’Assise). Lorsque les franciscains quittent les lieux, en 1986, l’église est fermée au culte et vendue à l’institut Saint-Luc qui l’utilisa pour ses archives.
Depuis 2006, elle est confiée à l’Église orthodoxe roumaine qui réaménage son intérieur et la dédie à saint Nicolas de Myre. Elle y célèbre son culte. À la suite de l’effondrement du toit sur le chœur, des travaux importants ont lieu de 2008 à 2014 pour renforcer la stabilité de l’édifice, consolider (à l’ancienne) la charpente et couvrir le toit d’ardoises naturelles.

## Description
- A l’extérieur : De briques rouges le bâtiment – sans clocher – est de style néogothique. Un large transept, surmonté d’un clocheton à sa croisée, sépare la nef de son chœur et sanctuaire. A gauche et à droite du chœur se trouvent deux chapelles latérales, donnant dans le transept. Sa façade (rue des palais) de trois pans et deux étages comprend trois rosaces surmontant les portes d’entrée, la plus grande surmontant le portail principal qui porte à son tympan le blason typique des Franciscains.
- A l’intérieur : Les vitraux sont de Coëme. Avec, au centre, saint François d’Assise entouré d’animaux et de plantes stylisés. L’orgue est œuvre des facteurs Slootmaekers (frères)